# Isla Fais
La isla Fais (del inglés: Fais Island) es una isla de coral emergente en las islas Carolinas orientales en el Océano Pacífico, que forman un distrito legislativo en el estado de Yap en los Estados Federados de Micronesia. La isla de Fais se encuentra a unos 87 kilómetros al este de Ulithi y 251 kilómetros  al noreste de Yap y es la tierra más cercana al Abismo Challenger, a unos 180 kilómetros de distancia. La población de la isla Fais era de 215 personas en el año 2000.